# فرودگاه رنمارک

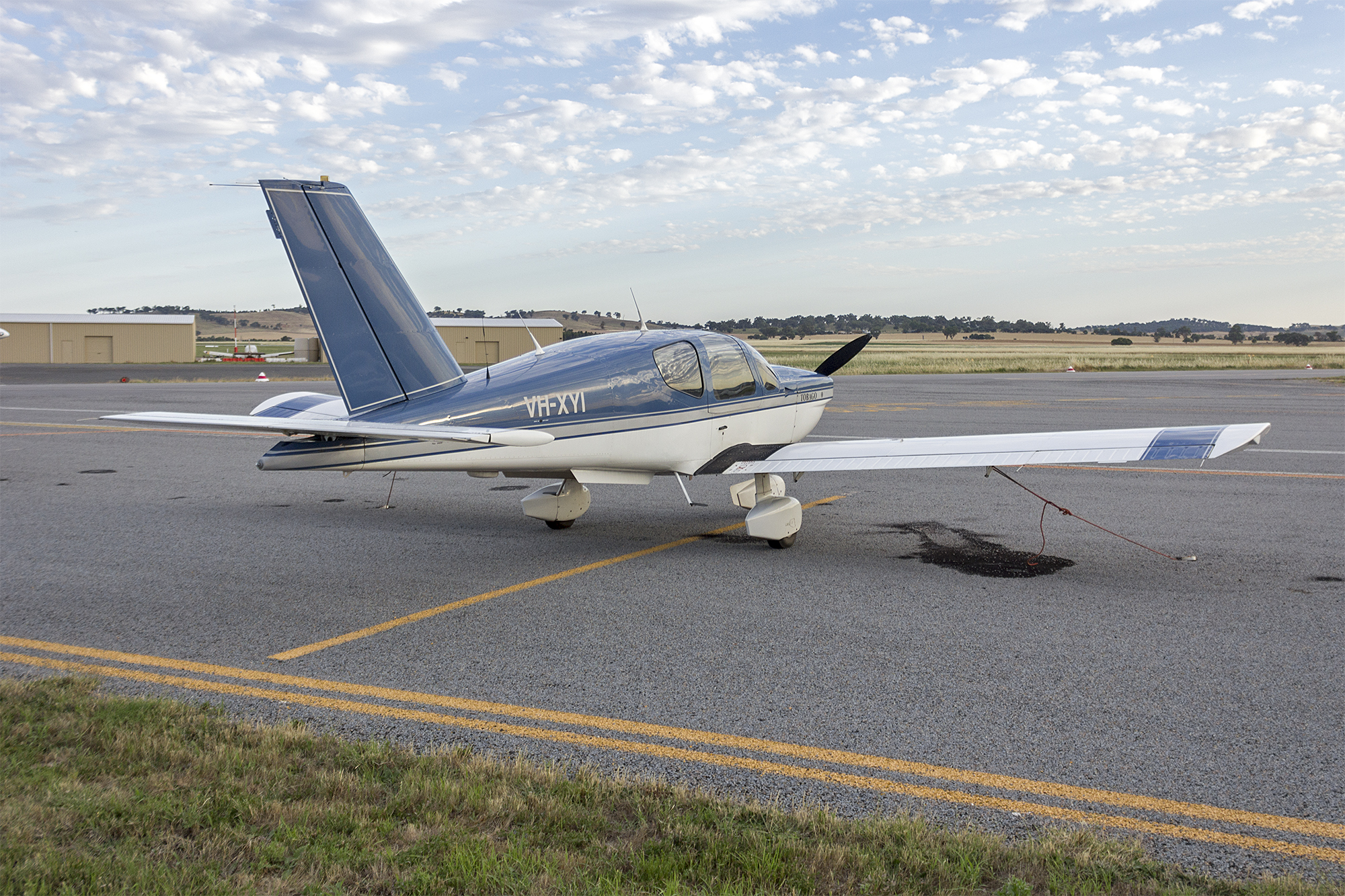
فرودگاه رنمارک

فرودگاه رنمارک (به انگلیسی: Renmark Airport) یک فرودگاه همگانی با کد یاتا RMK است که یک باند فرود آسفالت دارد و طول باند آن ۱۷۴۰ متر است. این فرودگاه در کشور استرالیا قرار دارد و در ارتفاع ۳۵ متری از سطح دریا واقع شده است.